# Девладово (посёлок)
Девладово (укр. Девладове) — посёлок, Девладовский сельский совет, Криворожский район, Днепропетровская область, Украина.
Код КОАТУУ — 1225282501. Население по переписи 2001 года составляло 949 человек.
Является административным центром Девладовского сельского совета, в который, кроме того, входят сёла Водяное, Весёлое Поле, Гончарово, Грушки и Зелёный Гай.

## Географическое положение
Посёлок Девладово примыкает к селу Зелёный Гай, на расстоянии в 1 км находятся сёла Водяное и Гончарово. Через посёлок проходит железная дорога, станция Девладово. Рядом проходит автомобильная дорога Т-0419.

## История
- В 1884 году вступила в строй Екатерининская железная дорога, была построена станция Девладово и пристанционный посёлок. Железная дорога пролегала землями землевладельца Девладенко, его именем и назвали станцию и село. На станции Девладово были построены большие зернохранилища для торговли зерном.
- В 1908 году станционное поселение считалось хутором села Спокойствие Ордо-Васильевской волости Верхнеднепровского уезда Екатеринославской губернии.

## Экономика
- ОАО «Девладовский элеватор».
- ООО «Зерно».
- ОАО «Захист рослин».
- ЧАО "Полтавское ХПП"
- Девладовское месторождение кристаллических пород. Есть значительные по объёмам залежи огнеупорных глин, известняков и песков.

## Объекты социальной сферы
- Школа I-II ст.
- Детский сад.
- Амбулатория.
- Дом культуры.

## Экология
- В 1961 году начались работы на Девладовском месторождении урановых руд. В 1965 году получен первый уран. Месторождение полностью выработано в 1983 году.